# Vat
|  | Aquest article tracta sobre la classe d'homes dels gals. Vegeu-ne altres significats a «Watt». |

Un vat era una de les tres classes d'homes que, segons l'historiador grec Estrabó, gaudien entre tots els pobles gals d'especial respecte i veneració. El mot sembla haver-hi designat un poeta-vident, com es desprèn de les pervivències d'aquest mot en llatí i en irlandès antic.